# 2 × 2 = Shinobuden
2 × 2 Shinobu-den (ニニンがシノブ伝 Ninin Ga Shinobuden?) es una serie de anime de 12 episodios emitida en Japón en el año 2004. Como se puede ver en el título ("2 × 2 = 4" se dice ni-nin ga shi, 二二が四) la serie es una comedia bishōjo absurda que parodia a las series de ninjas; es protagonizada por Shinobu, una atractiva aprendiz de ninja. 
Después de irrumpir en la casa de Kaede, una estudiante de instituto, Shinobu comienza a sentirse atraída por ella y la lleva a la mansión ninja, donde le presenta a Onsokumaru, el maestro de Shinobu. La atracción lésbica que Shinobu siente por Kaede se usa para hacer reír a los espectadores, al igual que la obsesión de Onsokumaru por las chicas. 

## Argumento
Shinobu es una aprendiz de ninja que está buscando aprobar su examen. Kaede es una estudiante común y corriente. La aventura comienza cuando Shinobu intenta entrar en la habitación de Kaede, y robar sus bragas como parte del examen asignado por su maestro. Shinobu no es una ninja hábil y Kaede la descubre robando, deteniéndola poco tiempo después. Shinobu lamenta por su fallo y Kaede decide prestarle sus bragas, dando inicio a una nueva amistad llena con jocosidades junto con Onsokomaru y los demás ninjas de la academia.

## Personajes
- Shinobu (忍?): Es una aprendiz de Kunoichi (mujer ninja) algo ingenua e hiperactiva a quien desde pequeña le fascinaron las novelas de ninjas, por lo que decidió convertirse en una. Vive en la mansión ninja con el resto de estudiantes de Onsokumaru, siendo la única kunoichi de la academia. Su sueño es ser una gran kunoichi y algún día estudiar en la prestigiosa escuela de ninjas de Inglaterra. Tras conocer a Kaede comienzan a pasar mucho tiempo juntas y se enamora de ella de forma descarada, es por ello que en más de una ocasión intenta propasarse o usar alguna excusa para tocarla o verla ligera de ropa. Su nombre (忍) también se puede leer shinobi, y es el primer carácter de 忍者 (ninja). Ambas palabras significan lo mismo.

- Kaede Shiranui (不知火 楓?): Es una estudiante normal de instituto hasta que un día aparece en su casa Shinobu para robarle las bragas por encargo de su maestro. Finalmente se hacen amigas y a partir de entonces pasará mucho tiempo en la mansión ninja, soportando a todo tipo de acosadores tras ella (Shinobu, Onsokumaru y sus ninjas). Se hace muy buena amiga de Shinobu, pero no corresponde los sentimientos amorosos de ésta. Aunque hacia el final de la historia comenta que solo cuando Shinobu se alejó de su lado, supo lo importante que era para ella.

- Onsokumaru (音速丸?): Este ser es una bola amarilla de un material muy similar a la plastilina, por lo que veces moldea extremidades en su cuerpo (piernas, brazos o alas) e incluso alguna ocasión cambia su color de amarillo a rojo. En el primer capítulo dice ser un halcón asignado a ser el compañero ninja de Shinobu, cosa que ella cree porque no ha visto uno antes. Es un maniático sexual y durante toda la serie busca formas de ver desnudas o tocar a Shinobu y Kaede. Es el maestro de los ninjas y señor del castillo, sin embargo, no desea que Shinobu se entere, por lo que se pone una barba blanca postiza para cumplir su rol de maestro frente a la muchacha, todo el resto, exceptuando a Miyabi, saben que el maestro y Onsokumaru son la misma persona. A veces expande su cuerpo y lo moldea para adquirir el aspecto de un fisicoculturista enorme.

- Miyabi (雅?): Es la hermana pequeña de Shinobu, también estudia en la academia, pero se prepara como invocadora ninja, rama en la que es sobresaliente. Odia las tonterías de los amigos que suelen ir con su hermana (Onsokumaru y Sasuke) y cuando se molesta los castiga violentamente, aunque los compañeros de Shinobu opinan que es bonita y algunos han formado un fan-club. Solo sabe invocar manos y pies voladores pero los usa para todo. Se lleva muy mal con Onsokumaru y es normal que cada uno trate de hacerle malas jugadas al otro.

- Sasuke (サスケ?): Aunque su aspecto es el mismo que el de todos los ninjas y nunca se quita su máscara, se caracteriza porque tiene personalidad propia y sale casi todos los capítulos junto a Onsokumaru, siendo su mano derecha y demostrando un comportamiento tan pervertido como el de su maestro, aunque algo más centrado. Hay un capítulo dedicado a él en el que combate el crimen (siempre con mal resultado) y se plantea crear su propia serie: 3x3 Sasukeden. Es el delegado de la clase de Shinobu y según la joven se diferencia del resto de compañeros ya que siempre sonríe y prefiere el papel higiénico de doble hoja.

- Los ninjas arquetípicos: Llevan el clásico traje ninja de color gris que los cubre por completo, por lo tanto a ninguno se le llega a ver la cara en la serie. Este grupo incluye a todos los personajes que viven en la mansión excepto Onsokumaru, Shinobu, Miyabi, Devil y un compañero de clase de Miyabi que sale una vez e incluye a Sasuke. Aunque no llega a verse sus rostros en ocasiones cambian de atuendo, pero mantienen puesta sus máscaras. Sus personalidades son muy peculiares y varían aleatoriamente según la situación.

- Devil (デビル?): Es un cocodrilo que a comienzos de primavera llega a instalarse en el estanque de la mansión, por lo que en su primera aparición intentó comerse a Onsokumaru. Posteriormente Sasuke y otros ninjas lo amaestrarían, le enseñarían a hablar y se transformaría en un miembro más de la mansión, llegando incluso a llevar uniforme. En más de una ocasión ha devorado a Onsokumaru, quien suele usarlo como traje-armadura para evitar golpes, pero nunca ha funcionado.

- Izumi: (泉?): Es la jefa e instructora de la escuela femenina de ninjas de la academia en la montaña cercana y en el pasado fue amante de Onsokumaru, cosa que hasta la actualidad la avergüenza. Es una mujer madura y muy apuesta que aparece varias ocasiones. A diferencia de Onsokumaru es muy estricta como profesora y le irrita conocer hombres débiles, por lo que los compañeros de Shinobu han tenido malos ratos con ella.

## Reparto
| Personaje      | Seiyu          |
| Shinobu        | Nana Mizuki    |
| Kaede          | Ayako Kawasumi |
| Onsokumaru     | Norio Wakamoto |
| Miyabi         | Rie Kugimiya   |
| Sasuke         | Tomokazu Seki  |
| Madre de Kaede | Rio Natsuki    |
| Izumi          | Michiko Neya   |
| Sodom          | Mitsuo Iwata   |
| Gomorrha       | Tarô Yamaguchi |

## Lista de episodios
CAPÍTULO N° 01
- Aparece la aprendiz de ninja Shinobu

Una tarde Kaede intenta estudiar para los exámenes de primavera, sin embargo por el balcón de su habitación llega una joven aprendiz de ninja llamada Shinobu, quien ha elegido como examen una misión muy extravagante.
- Aparece el maestro

Shinobu, agradecida por la ayuda de Kaede, la lleva a la mansión ninja donde vive, allí se encuentra nuevamente con Onsokumaru, conoce al resto de los integrantes y se lleva una extraña sorpresa al conocer al maestro.
CAPÍTULO N° 02
- Ninjas, disfrutando de una fiesta bajo los cerezos

Shinobu invita a Kaede a que pase el Hanami con ellos en la mansión, desgraciadamente ese día comienza a llover, por lo que ellas y el resto de los ninjas deberán buscar la forma de hacer la celebración bajo techo.
- Shinobu, cita con Kaede

Kaede invita a Shinobu a que la acompañe en sus compras, para su molestia Onsokumaru y Sasuke se invitaron solos y Miyabi, hermana menor de Shinobu, está cerca para intentar convencer a su hermana de renunciar a ser ninja.
CAPÍTULO N° 03
- Onsokumaru se enfada

Después de que Onsokumaru conociera a Miyabi, la relación entre ambos sólo ha empeorado, haciendo que el primero se lleve palizas en sus encuentros. Con la ayuda de sus discípulos intentará crear una estrategia para derrotarla.
- Shinobu se escapa

Shinobu escucha accidentalmente una reunión de sus compañeros donde planean echarla de la academia, por ello va a casa de Kaede quien, al enterarse, le propone que viva con ella.
CAPÍTULO N° 04
- Ninjas, a tope

En medio del verano una ola de calor enloquece a los ninjas. Shinobu invita a Kaede a refrescarse, pero Onsokumaru arruina la piscina, por lo que deciden pasar la tarde en un lugar del río que solo los ninjas conocen.
- Miyabi enamorada

Miyabi se ha enamorado de un compañero de su clase de invocaciones, su hermana y los ninjas se han enterado, por lo que deciden ayudarla como solo ellos creerían inteligente hacerlo.
CAPÍTULO N° 05
- Onsokumaru va al infierno

Onsokumaru, está provocando problemas y desorden como siempre, en uno de sus desastres sufre un accidente y muere. Por sus actos en vida es enviado al infierno, pero allí hay algunas situaciones y seres que le son familiares.
- Ninjas, disfrutando del festival del verano

Kaede ha ido a pasar la noche a la mansión, donde junto a Shinobu y el resto se divertirán y contarán historias, finalmente decidirán asistir al Bon Odori para celebrar el verano.
CAPÍTULO N° 06
- Llega el tifón

Ha acabado el verano y un tifón se ha presentado en la ciudad por lo que Shinobu no pudo volver a la mansión desde la casa de Kaede, donde tendrá que pasar la noche, mientras sus compañeros deberán arreglárselas solos hasta que ella llegue.
- Ninjas, a la caza de setas

Tras el tifón el clima ha mejorado, por lo que las muchachas deciden ir al bosque a recolectar setas; obviamente Onsokumaru y el resto las seguirán para causar desastres. Allí conocerán a Izumi otra maestra ninja y a sus aprendices.
CAPÍTULO N° 07
- Onsokumaru se atasca

Kaede y Shinobu descubren que Onsokumaru se ha quedado adherido al pecho de Miyabi. Ellas y los demás ninjas probarán todos los métodos que se les ocurran para separarlos.
- Shinobu, play ball

Shinobu y Kaede intentan jugar Bádminton en el patio de la mansión, pero Onsokumaru y el resto desean jugar béisbol, por lo que retan a las muchachas, quienes asistidas por Izumi y sus amigas les harán frente.
CAPÍTULO N° 08
- Shinobu se disfraza

Es el festival cultural en el colegio de Kaede y su clase planea hacer una casa embrujada, Shinobu desea participar, por lo que hay que escoger bien su disfraz.
- La planta que enloquece

Shinobu ha cultivado una gigantesca planta que le ayude a practicar sus saltos, desgraciadamente resulta ser una arma ninja viviente que al crecer destruye y devora todo lo que hay a su alrededor.
CAPÍTULO N° 09
- Las chicas se remojan

Ya entrado el invierno el calentador de agua de la mansión se estropea, por lo que Shinobu, Kaede y Miyabi deciden ir a las termas que aparecieron el río durante el verano, obviamente Onsokumaru y el resto intentarán cualquier cosa para verlas desnudas.
- Kaede se resfría

Kaede se ha resfriado por lo que Shinobu y Onsokumaru irán a cuidarla; este último decide fingir estar enfermo también para que Shinobu lo cuide.
CAPÍTULO N° 10
- Ninjas en Navidad

Los ninjas nunca han celebrado la Navidad, por lo que Kaede decide pasar con ellos la Nochebuena y enseñarles las tradiciones. Con Onsokumaru presente deberán esforzarse mucho para que todo resulte.
- Ninjas maldecidos

Onsokumaru ha ordenado que se haga limpieza general en la mansión y no sólo han descubierto muchos pasadizos secretos, sino también una serie de objetos malditos que poseerán uno a uno a los miembros de la academia.
CAPÍTULO N° 11
- Comienza Sasukeden

Sasuke no solamente es el delegado de la clase, también es un muchacho imaginativo y casi tan pervertido como su maestro. Un día en su vida, conociendo su manera de ver el mundo.
- Ninjas devolviendo un favor

Los ninjas invitan a Kaede a participar en su muy personal representación de una obra tradicional; el Tsuru no Ongaeshi: la historia de una grulla que intenta devolver el favor a una persona que la salvara.
CAPÍTULO N° 12
- El secreto de Onsokumaru

Kaede se da cuenta de que ya hace un año que conoce a Shinobu. Mientras, Sasuke y el resto recuerdan que Onsokumaru e Izumi hace tiempo sostuvieron una conversación sobre un importante secreto que involucra a su compañera.
- Despedida: 2x2 = Shinobuden

Shinobu se ha enterado del destino que su maestro le reservaba, por lo que se ha integrado al torneo ninja que seleccionará a los estudiantes que seguirán su entrenamiento en la prestigiosa academia de Inglaterra.